# Johannes Suckow
Johannes Suckow (* 3. April 1896 in Stargard; † 7. April 1994 in Dresden) war ein deutscher Psychiater und Neurologe, Hochschullehrer und Direktor der Neurologisch-Psychiatrischen Klinik an der Medizinischen Akademie „Carl Gustav Carus“ in Dresden.

## Leben

### Herkunft und Studium
Johannes Suckow wurde am 3. April 1896 in Stargard in Pommern geboren. Sein Vater, Franz Suckow (1865–1947), war Lehrer, später Rektor der Hilfsschule in Stargard. Als Vorsitzender des Pommerschen Hilfsschulverbandes leistete er Wesentliches beim Aufbau des Hilfsschulwesens in Pommern und setzte sich für eine breite Volksbildung ein. Seine beruflichen Aktivitäten entsprangen nicht zuletzt einer linksliberalen politischen Orientierung. Suckows Mutter Elise geb. Riedel (1874–1952) war eine lebenszugewandte und energische Persönlichkeit, die sich der häuslichen Fürsorge für die Familie (außer Sohn Johannes noch zwei Töchter) und für schwererziehbare Pensionäre zu widmen hatte. Das Gymnasium besuchte Suckow in Stargard. Im September 1914 meldete er sich zu Beginn des Ersten Weltkrieges freiwillig zum Militär. Er wurde an der Ostfront eingesetzt, nach einer Verwundung 1915 nach Stargard zurückversetzt und konnte als Externer das Abitur ablegen; dann hatte er wieder Militärdienst zu leisten und wurde 1916 zum Unteroffizier befördert.
Bereits im November 1917 schrieb er sich an der Berliner Universität zum Medizinstudium ein, das er aber erst nach Entlassung aus dem Militärdienst Anfang 1919 beginnen konnte. 1920/21 studierte er an der Ludwig-Maximilians-Universität München, wo er insbesondere Vorlesungen bei Emil Kraepelin hören und sich Grundkenntnisse im Fach Psychiatrie/Neurologie aneignen konnte. Kraepelin hatte sich einen Namen gemacht mit der Klassifikation und Abgrenzung endogener Psychosen, die fortan Lehre und Forschung auf dem Gebiet der Psychiatrie und Neurologie maßgeblich bestimmte. Zurückgekehrt nach Berlin, konzentrierte sich Suckow im Studium auf Vorlesungen von Karl Bonhoeffer, der seit 1912 Direktor der Psychiatrischen und Nervenklinik der Charité war und durch seine gründlich absichernde klinische Diagnostik und eine darauf beruhende richtungsweisende Klassifikation der exogenen Psychosen bekannt wurde. Suckow fand in Kraepelin und Bonhoeffer seine wichtigsten Lehrer auf dem Gebiet der Psychiatrie und Neurologie, und deren Lehrgebäude wurde für sein gesamtes späteres wissenschaftliches Arbeiten und seine klinische Praxis fruchtbar. Nach vier Jahren Studium legte Suckow das Staatsexamen in Medizin ab. Von 1923 bis 1924 arbeitete er als Medizinalpraktikant und als Volontärarzt unter Friedrich Kraus, dem Direktor der II. Medizinischen Klinik der Charité. Am 20. September 1923 erhielt er die Approbation. Mit der Arbeit Atemstörungen bei der Encephalitis epidemica wurde er 1924 zum Dr. med. promoviert. Wenig zuvor war er an die Psychiatrische und Nervenklinik der Charité zu Bonhoeffer gewechselt. 1928 verließ er die Charité und wurde an der Leipziger Psychiatrischen und Nervenklinik, die Paul Schröder unterstand, als Assistenzarzt tätig. Auf Schröders Initiative war unter anderem 1927 ein Hirnforschungsinstitut gegründet worden, dem der aus der Klinik hervorgegangene Richard Arwed Pfeifer vorstand.

### Berufsausübung während der NS-Zeit
Nach der Machtergreifung der Nationalsozialisten 1933 etablierte sich die NS-Ideologie auch im universitären Bereich. Die Assistenzärzte der Berliner wie der Leipziger Universitätsklinik traten vorwiegend aus Karrieregründen, von Fall zu Fall auch aufgrund politischer Indoktrinierung, mehrheitlich sehr bald den neu etablierten NS-Organisationen bei, namentlich der NSDAP, ja selbst der SA und SS. Durch Mitgliedschaften in nachgeordneten NS-Organisationen, wie der Beamten-Gewerkschaft Reichsbund der deutschen Beamten und der auf soziale und gesundheitliche Hilfsdienste ausgerichteten Nationalsozialistischen Volkswohlfahrt, ferner selbst im Opferring der NSDAP, der Sammelaktionen für die Finanzierung der NSDAP auf Regional- und Lokalebene durchführte, suchte Suckow weitergehenden politischen Zwängen zu entgehen und sich beruflich abzusichern. Letzteres gelang ihm in der Folgezeit damit nicht. Da er zum Eintritt in die NSDAP nicht bereit war und von vornherein zu den NS-Doktrinen Abstand hielt, konnte er sich an der Universität unter den gegebenen Bedingungen nicht behaupten und wechselte 1934 in den Anstaltsdienst an der Landesheil- und Pflegeanstalt Leipzig-Dösen. Hier wurde er als Abteilungsarzt eingestellt und entsprechend den geltenden Bestimmungen für Anstaltsärzte verbeamtet. Eine anstehende Beförderung zum Oberarzt scheiterte, da er nicht NSDAP-Mitglied und nicht zu parteipolitischem Engagement bereit war, obgleich er mit großem persönlichem Einsatz und entsprechenden therapeutischen Erfolgen im Anstaltsdienst tätig war. In den genannten Organisationen war er zahlendes Mitglied ohne Funktion. Auch war er nicht, wie der Ärztliche Direktor der Anstalt und eine Anzahl Kollegen, Beisitzer und Gutachter im Leipziger Erbgesundheitsgericht, das über die Sterilisation von „Erbkranken“ zu befinden hatte. Um den in der Anstalt ebenfalls begegnenden politischen Zwängen auszuweichen, nahm Suckow von 1936 bis 1938 an drei Übungen sächsischer Sanitätsstaffeln der Wehrmacht teil, die der Ausbildung zum Arzt im Sanitätsdienst dienten und ihm erlaubten, sich der unmittelbaren Konfrontation mit dem vom Parteiapparat dominierten Anstaltsbetrieb bis zu einem gewissen Grad zu entziehen.
Im Oktober 1934 heiratete Suckow die Ärztin Magdalena Moderau (1897–1987), die ebenfalls bei Bonhoeffer und Schröder ausgebildet worden war. Der Ehe entstammte ein Sohn.
Von November 1938 bis Februar 1939 war Suckow vertretungsweise als Interimschef an eine der Heil- und Pflegeanstalt Pirna-Sonnenstein angegliederten Nervenklinik („Maria-Anna-Heim“) abgeordnet. Hier hatte er mit Hermann Paul Nitsche, dem Ärztlichen Direktor der Landesanstalt Pirna-Sonnenstein – und späteren Hauptakteur der NS-„Euthanasie“-Aktion – zu tun.
Im August 1939 wurde Suckow zur Wehrmacht einberufen; während des Zweiten Weltkrieges war er als Truppenarzt bzw. Arzt in einem Feldlazarett beim Überfall auf Polen, im Westfeldzug und 1941/42 im Russlandfeldzug eingesetzt.
Auf Initiative Nitsches – der übrigens wiederholt auch Ärztlicher Direktor der Anstalt Dösen war – wurde er im Oktober 1942 an eine Forschungsabteilung in der Heil- und Pflegeanstalt Wiesloch, einer Außenabteilung der Carl Schneider unterstellten Heidelberger Psychiatrischen Universitätsklinik, berufen. Von der Wehrmacht uk-gestellt, nahm er hier am 1. Dezember 1942 die Arbeit auf. Carl Schneider war, wie Nitsche und in enger Zusammenarbeit mit diesem, ein führender Kopf der Aktion T4 („Euthanasie“-Aktion). In Wiesloch sollten geistig behinderte Patienten vor ihrer Tötung eingehend untersucht werden, und nach der Tötung in der Anstalt Eichberg sollten deren Gehirne an die Heidelberger Klinik zur pathologischen Untersuchung verbracht werden. Daher findet sich auch der Name Suckow auf einer Liste der T4-Ärzte, die in der Berliner T4-Dachorganisation angelegt worden war. Angesichts seiner bisherigen Haltung gegenüber der NS-Praxis auf medizinischem Gebiet und in Hinblick darauf, dass er aus einem jahrelangen Kriegseinsatz kam, ist immerhin zu vermuten, dass er nicht von vornherein über die mörderischen Konsequenzen des Wieslocher Projekts und auch nicht umfassend über die Rolle Schneiders in der Aktion T4 orientiert war.
Der Wieslocher Forschungsabteilung gehörten vier weitere Schneider unterstellte Ärzte an. Allerdings wurde sie infolge kriegsbedingter Finanzierungsschwierigkeiten bereits zum 31. März 1943 geschlossen, so dass Suckow seine Forschungsarbeiten nicht weiterführen konnte. Die untersuchten Patienten der Forschungsabteilung wurden in psychiatrische Anstalten verlegt, so dass Schneider keinen unmittelbaren Zugriff mehr auf sie hatte. Gezielte Forschungen haben ergeben, dass keiner der Patienten auf Veranlassung Schneiders ums Leben gekommen ist, weder in Wiesloch noch andernorts. Mithin war auch Suckow nicht in Tötungsaktionen involviert. „Dass seine kurzfristige Beteiligung an der Arbeit der Wieslocher Forschungsanstalt für keinen der Patienten direkt das Todesurteil bedeutete, war dem weiteren Kriegsverlauf geschuldet. Suckow selbst war dafür später dankbar.“
Offen bleibt, was Suckow letztlich von den Intentionen und Machenschaften Schneiders und Nitsches gewusst hat. Spätestens in Wiesloch können ihm deren Aktivitäten im Dienste der verbrecherischen Aktion T4 nicht verborgen geblieben sein, auch wenn er sie in Gänze nicht überschaut haben mag. Hinsichtlich seiner auf bürgerliche Unbescholtenheit und Distanzierung von politischen Abwegigkeiten orientierten Einstellung sowie der ihm aus seinem ärztlichen Umfeld in allen Lebensabschnitten bezeugten Fürsorglichkeit für seine Patienten setzt dies einen unaufgelösten Widerspruch. Die Medizinhistorikerin Marina Lienert resümierte: „Eine pauschale Vor-Verurteilung ist ebenso wenig hilfreich wie eine Vertuschung der Vorwürfe.“
Nach Aufhebung seiner Uk-Stellung war Suckow von April 1943 bis Ende März 1945 als Stabsarzt und Leiter der Hirnverletztenabteilung eines Reservelazaretts der Wehrmacht in Wiesloch eingesetzt. Im März 1945 wurde er im Zuge der Auflösung des Lazaretts mit einem Personaltransport nach Tübingen beordert und geriet dort in französische Kriegsgefangenschaft. Nach Freudenstadt im Schwarzwald überstellt, übertrug ihm der französische Standortkommandant wiederum die Leitung der Hirnverletztenabteilung eines Lazaretts. Aus Dienst und Kriegsgefangenschaft wurde er im August 1945 entlassen.

### Beruflicher Werdegang nach dem Zweiten Weltkrieg
Nach seiner Rückkehr nach Leipzig nahm Suckow seine Tätigkeit an der Dösener Anstalt als Abteilungsarzt wieder auf, zugleich mit den Aufgaben des stellvertretenden Chefarztes betraut. Von der Landesregierung Sachsen – Abteilung Gesundheitswesen – wurde er überprüft und als politisch unbedenklich eingestuft, obgleich seine Wieslocher Tätigkeit in seinen Personalunterlagen verzeichnet und nicht nur der Dösener Anstaltsleitung, sondern auch auf ministerieller Ebene des Gesundheitswesens bekannt war. Schon um die Wende 1946/47 hatte Suckow Verbindung zu der unter Leitung von Richard Arwed Pfeifer stehenden Psychiatrischen und Nervenklinik der Universität Leipzig aufgenommen. Pfeifer, bislang Direktor des Hirnforschungsinstituts der Universität, war 1946 im 69. Lebensjahr zum kommissarischen Direktor der Psychiatrischen und Nervenklinik berufen und mit dem Wiederaufbau der Klinik und der Erneuerung des Lehrbetriebs beauftragt worden. Die Psychiatrische Abteilung der total kriegszerstörten städtischen Klinik war als Außenstelle in Dösen eingerichtet worden, und Suckow wurde hier zum 1. März 1947 als Leitender Abteilungsarzt – bei weiterer Hauptanstellung in der Landesanstalt Leipzig-Dösen (bis 1951) – eingesetzt. Mit Wirkung vom 1. Oktober 1947 erhielt er einen Lehrauftrag für Psychiatrie und Neurologie an der Medizinischen Fakultät der Universität Leipzig. 1949 wurde ihm auch die Neurologische Abteilung der Klinik unterstellt. 1950 habilitierte er sich mit einer Arbeit Katatone Symptome bei organischen Psychosen und ihre Beziehung zu schizophrenen Erkrankungen und wurde nachfolgend zum Dozenten ernannt. Ein mit dem Staatssekretariat für Hochschulwesen der DDR per 1. Mai 1952 abgeschlossener Einzelvertrag begründete seinen Einsatz als Oberarzt der Psychiatrischen und Nervenklinik, und Pfeifer bestätigte ihn als Ersten Oberarzt der Klinik. Zum 1. Februar 1954 wurde Suckow als Professor mit Lehrauftrag an der Medizinischen Fakultät der Karl-Marx-Universität berufen.
In den Jahren seiner Leipziger akademischen Tätigkeit hat Suckow neben der Ausbildung des medizinischen Nachwuchses vor allem an der Seite von Klinikdirektor und (kommissarischem) Lehrstuhlinhaber Richard Arwed Pfeifer Entscheidendes für den Wiederaufbau der Leipziger Universitätsklinik für Psychiatrie und Neurologie mit entsprechend gesicherter Fürsorge für hohe Patientenzahlen in allen Abteilungen sowie für die Wiederaufnahme eines vielseitigen Lehrbetriebs geleistet.
Obgleich Suckow von Pfeifer bei dessen Ausscheiden aus der Klinikleitung 1952 als Nachfolger im Amt vorgesehen war, wurde Dietfried Müller-Hegemann aufgrund seines antifaschistischen Engagements in der NS-Zeit und entsprechender Einsatzbereitschaft für die Zielstellungen des DDR-Staates vom Staatssekretariat für Hochschulwesen als kommissarischer Direktor der Leipziger Psychiatrischen und Nervenklinik mit Lehrtätigkeit eingesetzt. Zeitweise zugleich als Leiter der Hauptabteilung Wissenschaft am Ministerium für Gesundheitswesen der DDR tätig, setzte Müller-Hegemann dann Suckows Berufung als Professor mit vollem Lehrauftrag für Neurologie und Psychiatrie an die 1954 gegründete Medizinische Akademie „Carl Gustav Carus“ in Dresden durch. Hier war Suckow, ab 1. September 1957 als Professor mit Lehrstuhl, bis 1963 tätig. Eine von ihm aufgebaute Neurologische Klinik nahm den Dienst 1956 auf und 1957 auch eine ebenfalls neuerrichtete Psychiatrische Klinik, zugleich wurden eine Poliklinik sowie Einrichtungen zur Labor- und Elektrodiagnostik (EEG-Abteilung) erstellt. Neben dem Ausbau der bald leistungsfähigen Kliniken war weiterhin dem Lehrbetrieb sowie – wie schon in Leipzig – nicht zuletzt einer umfangreichen gerichtsgutachterlichen Tätigkeit nachzukommen. Zum 1. September 1962 emeritiert, oblagen Suckow noch bis zum 30. Juni 1963 die kommissarische Leitung der Klinik und die Lehrverpflichtungen.
Seine Frau verblieb als (Chef-)Ärztin bis zu ihrer Pensionierung 1961 an der Anstalt Leipzig-Dösen (ab 1958 Bezirkskrankenhaus für Psychiatrie). Danach führte sie noch für nahezu drei Jahrzehnte den Haushalt in Dresden, unterstützte aber vor allem die weitere wissenschaftliche Arbeit ihres Manns und die fortdauernd intensive Kontaktpflege zu den Einrichtungen des gemeinsamen Fachgebietes.
Suckow starb kurz nach Vollendung seines 98. Lebensjahres in Dresden.

## Lebensleistung
In der Literatur zur einschlägigen neueren Geschichte der Psychiatrie und Neurologie werden Suckows Verdienste um das Fachgebiet – bei kritischer Wertung seiner beruflichen Verstrickung in der NS-Zeit – heute in der Regel ausdrücklich hervorgehoben. Dies betrifft sowohl seine Verdienste um den (Neu-)Aufbau psychiatrisch-neurologischer Einrichtungen in der DDR nach 1945, die Ausbildung von Studenten und Fachkräften sowie die Ausübung des Arztberufes überhaupt im Umgang mit seinen Patienten als auch die Vorlage wissenschaftlicher Arbeiten, in denen gründlich und genau fachspezifischen Krankheitsbildern und Zusammenhängen nachgegangen wird. Zu jeder Zeit unterhielt Suckow intensiv die Verbindung zu Fachkollegen der DDR wie auch der Bundesrepublik Deutschland und des Auslands, sei es im Kontakt zu deren Einrichtungen (Universitätskliniken und andern Institutionen des Fachgebiets, regionalen Anstalten und Krankenhäusern, Privatpraxen), sei es auf Tagungen und Kongressen oder über die Fachgesellschaften, in deren einigen er Mitglied war und tätig wurde (u. a. als 1. Vorsitzender der Medizinisch-wissenschaftlichen Gesellschaft für Psychiatrie und Neurologie der Medizinischen Akademie „Carl Gustav Carus“ Dresden von 1957 bis zu seiner Emeritierung 1963 und als 2. Vorsitzender der Gesellschaft für Psychiatrie und Neurologie der DDR in der Anfangszeit ihres Bestehens, sowie als Mitglied der Berliner und der Leipziger Regionalgesellschaft für Psychiatrie und Neurologie).
Seine Lebensleistung wurde und wird durch Würdigungen von Seiten ebenjener Institutionen und Fachkollegen sowie auch eine Reihe ehrender Auszeichnungen anerkannt.